# TUI fly Netherlands
TUI fly Netherlands, юридично зареєстрована як TUI Airlines Netherlands (раніше під брендои Arkefly і Arke), — нідерландська чартерна авіакомпанія зі штаб-квартирою в Схіпхол-Рійк на території амстердамського аеропорту Схіпхол у Гарлемермері, Нідерланди. Є чартерним перевізником нідерландського підрозділу німецького туристичного конгломерату TUI Group, а його головною базою є аеропорт Амстерам-Схіпгол.

## Історія

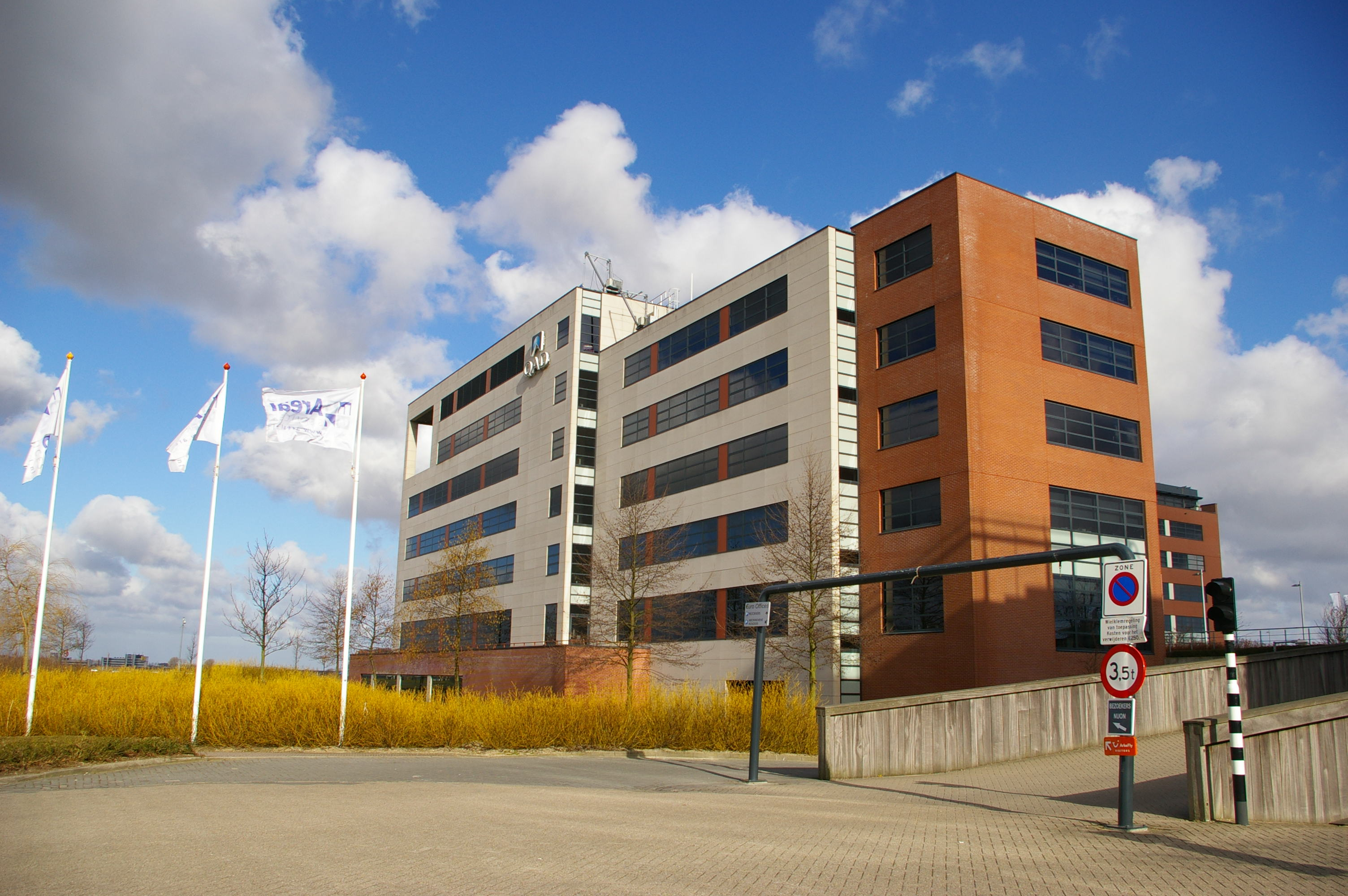
Головний офіс TUI fly Netherlands

Компанія TUI fly Netherlands бере свій початок від компанії Air Holland, яка була заснована в 1981 році. Після фінансових проблем Air Holland перейшла до Exel Aviation Group і в березні 2004 року розпочала свою діяльність як HollandExel. У травні 2005 року Exel Aviation Group була визнана банкрутом. Німецька група TUI взяла на себе діяльність авіакомпанії і перейменувала її в ArkeFly.
Діяльність компанії на Кюрасао, Нідерландські Антильські острови, розпочалася 15 липня 2004 року під назвою DutchCaribbeanExel, яка спочатку входила до Exel Aviation Group, але згодом разом з материнською авіакомпанією HollandExel була перейменована TUI Group і перейменована в ArkeFly Curaçao. ArkeFly розпочала щотижневі рейси до Сент-Мартена з Амстердама 2 грудня 2007 року, але припинила рейси за цим маршрутом в листопаді 2008 року. TUI вважає, що рейси можуть відновитися, якщо кількість туристів, які подорожують до Сент-Мартена, збільшиться. Рейси до Орландо, Маямі, Пуерто-Вальярта та Ізраїль почалися в 2011 році.
У жовтні 2013 року Arkefly змінила свою маркетингову назву на Arke, щоб відобразити партнерство з однойменним туристичним агентством.
13 травня 2015 року група TUI оголосила, що всі п'ять дочірніх авіакомпаній TUI будуть називатися TUI, зберігаючи при цьому свій окремий сертифікат експлуатанта, для реалізації чого необхідно було більше трьох років. Arke була першою компанією, що зазнала змін, і 1 жовтня 2015 року її було перейменували в TUI.

## Напрямки
TUI fly Netherlands здійснює регулярні та чартерні рейси, хоча більшість чартерних рейсів виконується для голландського туроператора TUI Netherlands. Рейси здійснюються в країнах Середземного моря, Фінляндії, Канарських островів, Червоного моря, Мексики, Карибського басейну, США, Африки, Близького Сходу та голландського Карибського басейну .

### Код-шерингові угоди
Крім того, компанія TUI fly Нідерланди раніше мала код-шерингову угоду з такими авіакомпаніями:
- Surinam Airways[7]

## Флот

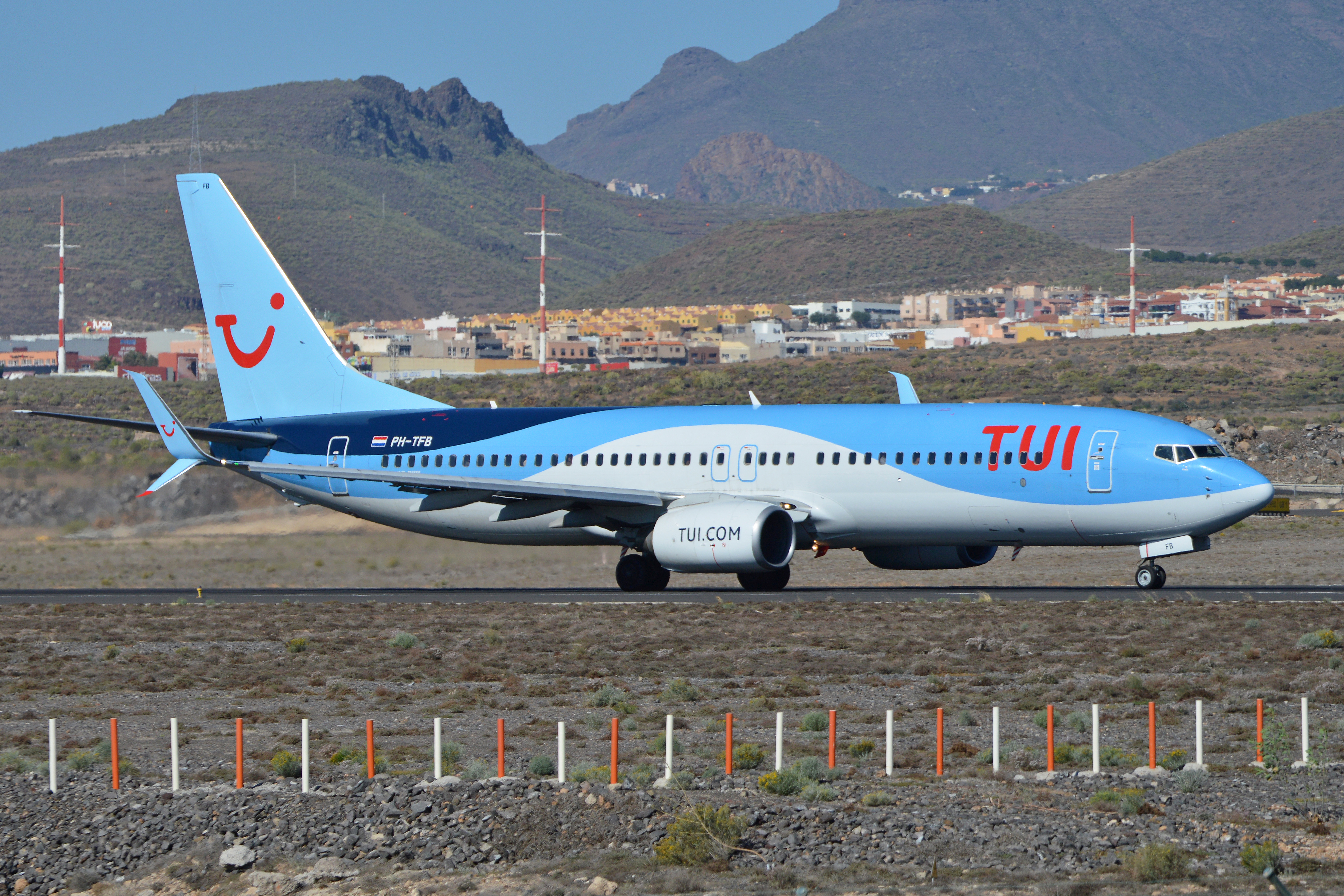
Колишній Boeing 737—800 TUI fly Netherlands

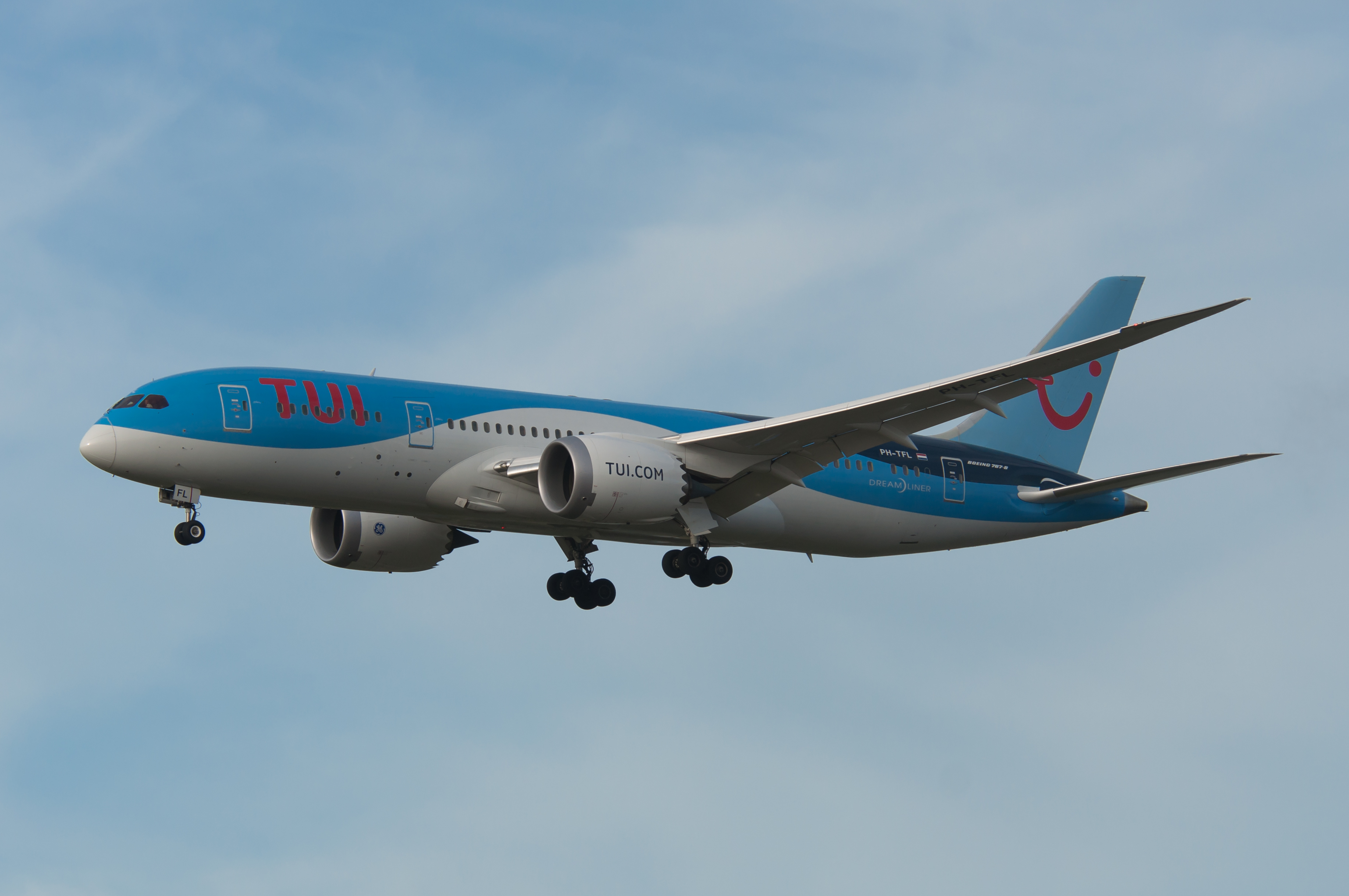
Boeing 787-8 TUI fly Netherlands

### Поточний флот
Станом на квітень 2022 року флот TUI fly Netherlands складається з таких літаків:
| Літак                 | В наявності | Замовлено | Пасажири | Пасажири | Пасажири | Примітки                                      |
| Літак                 | В наявності | Замовлено | П        | Е        | Всього   | Примітки                                      |
| --------------------- | ----------- | --------- | -------- | -------- | -------- | --------------------------------------------- |
| Boeing 737—800        | 2           | —         | —        | 189      | 189      | Орендований у Sunwing Airlines                |
| Boeing 737 MAX 8      | 6           | —         | —        | 189      | 189      |                                               |
| Boeing 767-300ER      | 1           | —         | —        | 298      | 298      | Запланований вихід з експлуатації в 2023 році |
| Boeing 787 Dreamliner | 3           | —         | 25       | 280      | 305      |                                               |
| Всього                | 12          |           |          |          |          |                                               |

### Модернізація флоту
TUI Group має на замовленні 70 літаків Boeing 737 MAX для всієї групи, замовлення складається з поєднання 737 MAX 8 і MAX 10, і деякі з них будуть використані для TUI fly Netherlands для модернізації флоту та заміни старих літаків. Кількість літаків, виділених для TUI fly Netherlands, поки невідома, поставки нових літаків були заплановані з січня 2018 року

### Колишній флот
Компанія TUI fly Netherlands раніше експлуатувала такі літаки:
| Літак            | Всього | Старт експлуатації | Вихід з експлуатації | Примітки                                                   |
| ---------------- | ------ | ------------------ | -------------------- | ---------------------------------------------------------- |
| Airbus A320-200  | 1      | 2006 рік           | 2006 рік             | Орендований у Iberworld                                    |
| Airbus A320-200  | 3      | 2019 рік           | 2019 рік             | Орендовано у SmartLynx Airlines Estonia та GetJet Airlines |
| Airbus A320-200  | 2      | 2021 рік           | 2021 рік             | Орендовано у SmartLynx Airlines / Естонія                  |
| Airbus A321-200  | 1      | 2006 рік           | 2006 рік             | Орендований у British Midland International                |
| Boeing 737—300   | 1      | 2013 рік           | 2013 рік             | Орендовано у AirExplore                                    |
| Boeing 737—300   | 1      | 2015 рік           | 2015 рік             | Орендовано у Jet Time                                      |
| Boeing 737—400   | 2      | 2013 рік           | 2013 рік             | Орендовано у AirExplore                                    |
| Boeing 737—800   | 21     | 2005 рік           | 2021 рік             |                                                            |
| Boeing 737-900ER | 2      | 2008 рік           | 2008 рік             | Орендовано у Futura International Airways                  |
| Boeing 757—200   | 1      | 2009 рік           | 2009 рік             | Орендовано у Skyservice Airlines                           |